# Vilko valanda
Vilko valanda (česky: Vlčí hodina) je steampunkový román, jehož autorem je Andrius Tapinas. Román byl vydán v únoru 2013 v Litvě jako vázaná kniha. Toto dílo bylo prvním steampunkovým románem napsaným v litevštině. Román strávil celkem 20 týdnů mezi desítkou nejprodávanějších beletristických knih v Litvě a  byl rychle přeložen do angličtiny. Na Amazonu je k dostání ve formě e-knihy od 3. září 2013.
V roce 2015 vydal pokračování s titulem „Maro diena“ (Den epidemie).

## Dějová linie
V roce 1870 má Ruské impérium obrovský dluh vůči rodině Rothschildů. Konstantin Nikolajevič, velkovévoda impéria, diskutuje spolu s ministry a tajemníkem Impéria o budoucnosti říše, přesněji o jeho deficitu. Rothschildové navrhly vyměnit Vilnius a Reval za odepsání celého dluhu Ruské říše a zaručení nezájmu o úvěry na následujících 30 let.
Píše se rok 1905 a je to 35 let ode dne, kdy byla učiněna dohoda mezi Ruskou říší a rodinou Rothschildů. Vilnius patří do Aliance svobodných měst spolu s dalšími čtyřmi městy, Revalem, Krakovem, Prahou a částí Konstantinopole. Pár dní od Sumitu se na první pohled z jednoduché vraždy na starém hřbitově vyklube složitá pavučina politických intrik.
Hlavní postavou je Antanas Sidabras, papežský nuncius svobodného města Vilniusu, který se v průběhu vyšetřování dostane v horkovzdušném balónu na cestu do Novovilejsku, kde se vydá do sklepení města, hraje špionážní hry s Rusy a podaří se mu uklidnit nepokoje vyprovokované ruskými agenty.
V Novovilejsku protagonista zjistí, že Vitamancerové zadržují bláznivého vědce, který ví, jak vytvořit bionického vlka — z poloviny automatický a napůl živý organismus, o kterém se dlouho myslelo, že je nemožné jej vytvořit, ale vyjde najevo, že bionický vlk byl ten pachatel, který zabíjel na hřbitově. Když papežský nuncius zjistí pravdu o bionickém vlku, je příliš pozdě na to jej zastavit od vraždění, jež rozpoutal.
Legát a jeho legionáři se snaží dělat všechno, ale nic jej nemůže zastavit. Najednou Jonas Basanavičius přichází na pomoc s jeho létající vážkou, což je kolosální kluzák s těžkou technikou připojenou k jeho nosu. Teprve pak se jim podaří zabít bionického vlka, ale během boje je Mila, nevlastní dcera Nikodemase Tvardauskise, zabita vlkem.

## Postavy
— Antanas Sidabras: vilenský legát

— Jonas Basanavičius: vedoucí katedry alchymie na Vilniuské univerzitě

— Mila: nevlastní dcera Nikodemase Tvardauskise

— Nicodemus Tvardauskas: bývalý profesor na univerzitě ve Vilniusu, nyní samotářský vědec

## Adaptace
Román byl základem pro videohru s názvem „The Howler“, kterou vyvinul Antanas Marcelionis.